# Saulo Musoke
Saulo Musoke (ur. 1918 lub 1920, zm. 2011) – ugandyjski sędzia, w 1980 członek Komisji Prezydenckiej, sprawującej władzę w kraju.
Zdobył wykształcenie prawnicze, był sędzią w Wysokim Sądzie (High Court, trzeci w hierarchii sąd w Ugandzie). Po obaleniu prezydenta Godfreya Binaisy władzę przejęła początkowo Komisja Militarna, a od 22 maja do 15 grudnia 1980 – Komisja Prezydencka składająca się z trzech sędziów (oprócz Musoke Polycarpa Nyamuchoncho i Yoweri Huntera Wacha-Olwola), która funkcjonowała do czasu przeprowadzenia wyborów prezydenckich. Musoke stanął na jej czele i reprezentował w niej Bugandę. Znaczenie polityczne komisji było niewielkie, a władzę w praktyce sprawował Paulo Muwanga.